# Glyphostoma oliverai
Glyphostoma oliverai is een slakkensoort uit de familie van de Clathurellidae. De wetenschappelijke naam van de soort is voor het eerst geldig gepubliceerd in 2004 door Kilburn & Lan.